# Wedge Tomb von Baurnadomeeny

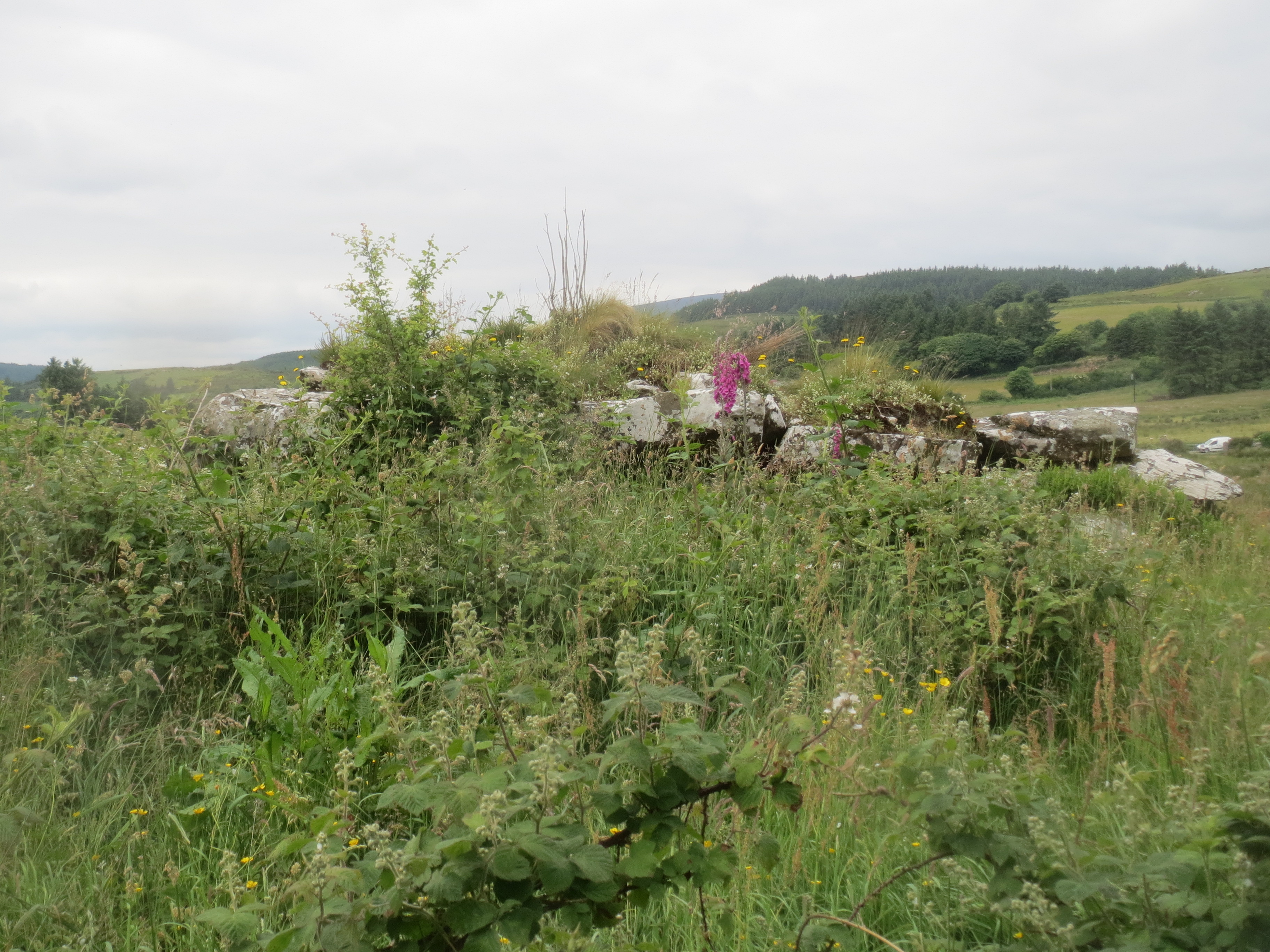
Baurnadomeeny Wedge Tomb

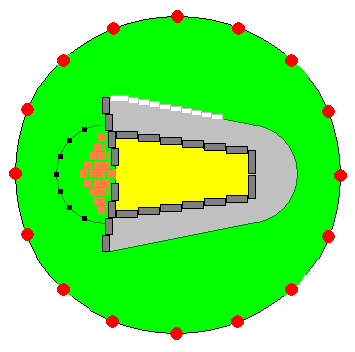
Idealtypischer Grundriss eines Wedge Tomb

Das Wedge Tomb von Baurnadomeeny liegt im Townland Baurnadomeeny (irisch Barr na dTuaimíní und wird auch Dermot and Grania’s Bed genannt). Es liegt nordöstlich von Rear Cross (oder Rearcross), in ländlicher Umgebung, im County Tipperary in Irland. Es wurde im Jahre 1959 ausgegraben. Wedge Tombs (deutsch: Keilgräber, früher auch „wedge-shaped gallery grave“ genannt) sind doppelwandige, ganglose, mehrheitlich ungegliederte Megalithbauten der späten Jungsteinzeit und der frühen Bronzezeit Irlands.

## Beschreibung
Abgeteilt durch eine Platte auf der Eingangsseite, liegt die für Wedge Tombs ungewöhnlich große antenartige Vorkammer, über der eine, von frei stehenden Orthostaten getragene Platte das Dach bildet. Diese, nur im Südteil der Insel beobachtete Unterteilung der Kammern von Anlagen dieses Typs führte zu der Bezeichnung southern wedge. In der Vorkammer lag eine offene Steinkiste, die eingeäscherte Knochen enthielt. Es gab noch vier weitere Depots von Leichenbrand in der Vorkammer und 16 weitere Gruben und Steinkisten (siehe Quartiere) innerhalb der Anlage. Von ihnen wird angenommen wird, dass es sich mehrheitlich um sekundär eingebrachte handelt. Die Ausgrabung ergab, dass das die Vorkammer ursprünglich nur von einem niedrigen Schwellenstein begrenzt und ansonsten offen war, aber später durch Platten verschlossen wurde. In ihrer Art ist die Anlage einmalig in Irland.
Dahinter liegt die über vier Meter lange und über drei Meter breite Kammer. Der östlichste Deckstein der Galerie hat auf der Unterseite eine breite, tiefe Furche, und mehrere Randsteine, des von einer doppelten Steinreihe eingefassten Cairns von etwa 15 m Durchmesser haben auf ihrer Oberfläche Schälchen. Ein Tragstein trägt ein „schachbrettartiges“ Muster von eingeschnittenen Linien.
250 m von der Anlage steht ein 2,5 m hoher Menhir an der Straße. In der Nähe liegt das Court Tomb von Shanballyedmond.